# Julián Sánchez Pimienta
Sánchez  Pimienta est un nom espagnol. Le premier nom de famille, en général paternel, est Sánchez ; le second, en général maternel, souvent omis, est Pimienta.
Julián Sánchez Pimienta (né le 26 février 1980 à Zafra) est un coureur cycliste espagnol.

## Palmarès

### Palmarès amateur
- 1996
  -  Champion d'Espagne sur route cadets
- 1999
  - Trofeo Olías Industrial
  - Subida a la Reine
  - 2e du Mémorial Cirilo Zunzarren
- 2000
  - Mémorial Bolullos
  - 4e étape du Tour d'Estrémadure
  - Itsasondoko Saria
- 2001
  - 4e étape du Tour de Tolède
- 2002
  - Mémorial Luis Resua

### Palmarès professionnel
- 2006
  - 2e du Trofeo Pollenca
  - 3e du Challenge de Majorque
- 2007
  - 2e de la Prueba Villafranca de Ordizia
- 2009
  - 3e étape du Tour de Catalogne

## Résultats sur les grands tours

### Tour d'Espagne
4 participations
- 2004 : 105e
- 2005 : 32e
- 2007 : 123e
- 2009 : 79e

## Classements mondiaux
| Année                  | 2006 | 2007 | 2008 | 2009   |
| ---------------------- | ---- | ---- | ---- | ------ |
| Calendrier mondial UCI |      |      |      | 197e   |
| UCI Europe Tour        | 203e | 245e | 159e | 1 075e |